# Roeselarekreek
De Roeselarekreek is een kreek in het Meetjeslands krekengebied , gelegen ten zuidoosten van het tot de Oost-Vlaamse gemeente Sint-Laureins behorende dorp Sint-Margriete.
De kreek is vernoemd naar het verdwenen dorp Nieuw-Roeselare dat verdween tijdens de overstroming van 1375-1376.
Tegenwoordig vormt de kreek een belangrijk natuurgebied. De geheel verzoete kreek kent een drijftil waarop zich een rietland met moerasvaren, kamvaren en veenmossen bevindt. Het gebied is Europees beschermd als onderdeel van Natura 2000-gebied 'Polders' (BE2500002).